# الرحالة (الرحالة)
الرحالة هو دُوَّار يقع بجماعة قصبة سيدي عبد الله بن امبارك، إقليم طاطا، جهة سوس ماسة في المملكة المغربية. ينتمي الدوّار لمشيخة الرحالة التي تضم 3 دواوير. يقدر عدد سكانه بـ 1642 نسمة حسب الإحصاء الرسمي للسكان والسكنى لسنة 2004.

## روابط خارجية
- البوابة الوطنية للجماعات الترابية
- المندوبية السامية للتخطيط